# اچ‌دی ۵۳۸۸
اچ‌دی ۵۳۸۸ یک ستاره است که در صورت فلکی سیمرغ قرار دارد.